# 4手のためのピアノソナタ (プーランク)
4手のためのピアノソナタ（Sonate. Piano à Quarte Mains） FP8 は、フランシス・プーランクが1918年に作曲した連弾（四手）のためのピアノソナタ。

## 概要
この作品はプーランクが兵役に就いていた1918年秋、任地の小学校のピアノに向かって作曲された。初演はブレーズ・サンドラール、ピエール・ベルタン、フェリクス・ドラグランジュが出資、企画して同年12月21日に開催された「リラとパレット」コンサートにて行われた。翌1919年にチェスターから出版された際には「シモーネ・ティリアール氏へ」（Pour Mademoiselle Simone Thiliard）という献辞が掲げられ、幼馴染で若きプーランクの作品を初演したこともあるピアニストへと贈られた。曲は1939年に改訂を施され、やはりチェスターから出版されている。「私がロンドンのチェスター、私の最初の出版社で、2つのクラリネットのためのソナタ、連弾ソナタ（中略）の出版社から出版されるよう取り計らってくれたのはストラヴィンスキーだった。こうしたよちよちの駆け出しの作品、相当に覚束ないものが出版されたのはストラヴィンスキーの親切さのお陰である。彼は私にとってまさに父のような存在だ。」
曲は作曲者が影響を受けたサティやストラヴィンスキー、シャブリエを意識し、活力を漲らせながらも意識的に簡潔な作りとなっている。指揮者のエルネスト・アンセルメは本作に感銘を受け、「現代の新しい音楽の中でも個性の魅力では筆頭格」と評した。

## 楽曲構成
3つの楽章から構成される。演奏時間は約6分半。
第1楽章 "Prelude" Modéré 4/4拍子
鋭い和音に続き、第2奏者が刻むリズムに乗り活力のある旋律が奏される（譜例1）。第2主題は対照的に柔和で繊細な趣を纏っている。譜例1が再現され、強い和音によって閉じられる。
譜例1
第2楽章 "RUSIQUE" Naif et Lent 4/4拍子
揺らめくような調子で開始する（譜例2）。やがて民謡調の旋律へと移り変わっていく。譜例2の再現の後に2つ目の主題も姿を見せ、静かに終わりを迎える。
譜例2
第3楽章 "FINAL" Très vite 4/4拍子
譜例3で開始する陽気な舞踏的な音楽となっている。やがて譜例1に由来するリズム要素が現れ、その上に譜例3の主題が乗っていくようになる。頂点で完全な形で譜例1のリズムが再現されるが急速に音量を落とし、譜例3の主題を中心に進行した後、余韻を残して弱音にて結ばれる。
譜例3